# Мијалко Тодоровић
Мијалко Тодоровић Плави (Драгушица, код Крагујевца, 25. септембар 1913 — Београд, 3. март 1999) био је учесник Народноослободилачке борбе, друштвено-политички радник СФРЈ и СР Србије, јунак социјалистичког рада и народни херој Југославије. У периоду од 1971. до 1974. обављао је дужност председника Савезне скупштине СФРЈ.

## Биографија
Рођен је 25. септембра 1913. године у селу Драгушици, код Крагујевца. Основну школу завршио је у родном месту, а гимназију у Крагујевцу, где је дошао у додир с радничким покретом. Већ у вишим разредима гимназије учествовао је у акцијама радничког покрета и напредне омладине у Крагујевцу.
После завршетка Крагујевачке гимназије, уписао се на електромашински одсек Техничког факултета у Београду, који је завршио 1940. године. У току студија припадао је револуционарној студентској организацији и учествовао у акцијама студената Београдског универзитета. Као представник студената Београдског универзитета, учествовао је у раду Међународне омладинске конференције за помоћ избеглицама и жртвама рата у Ремсу, и Међународне конференције студената социјалиста и комуниста у Паризу, у лето 1937. године. Почетком 1938. године изабран је за члана Централног одбора Уједињене студентске омладине, а исте године је постао и члан Комунистичке партије Југославије (КПЈ).
Од 1939. године је био на политичком раду у унутрашњости Србије. Био је секретар Месног комитета КПЈ за Крагујевац и члан Обласног комитета КПЈ за Шумадију. Средином 1940. године изабран је за секретара Окружног комитета КПЈ за Крагујевац, а на Петој земаљској конференцији КПЈ, одржаној октобра 1940. године у Загребу, био је делегат партијске организације Крагујевачког округа. До Априлског рата 1941. године радио је на формирању нових и учвршћивању постојећих партијских организација и руководстава у Шумадији. Априлски рат га је затекао на партијском раду у Крагујевачком округу.

### Народноослободилачка борба
После окупације Краљевине Југославије, као секретар Окружног комитета КПЈ, радио је на повезивању и учвршћењу партијских организација и руководстава, припремању устанка и развоју оружане борбе у Крагујевачком округу.
После непријатељске офанзиве на слободну територију западне Србије, у јесен 1941. године, повукао се с партизанским снагама у Санџак, и 21. децембра 1941. постављен је за заменика, а касније и за политичког комесара Прве пролетерске ударне бригаде.
Током рата налазио се стално на дужностима политичког руководиоца у јединицама НОВ и ПОЈ, био је политички комесар Прве пролетерске дивизије, политички комесар Првог пролетерског корпуса и, на крају рата, политички комесар Прве југословенске армије. На овој дужности налазио се до завршетка рата.
Поред политичког рада у јединицама НОВЈ, био је и већник Антифашистичког већа народног ослобођења Југославије (АВНОЈ), члан Председништва АВНОЈ-а, већник и члан Председништва Антифашистичке скупштине народног ослобођења Србије (АСНОС).

### Послератни период
После ослобођења Југославије, обављао је разне одговорне државне и партијске функције. Био је: начелник Војноиндустријског одељења Министарства народне одбране и управник Изванредне управе за снабдевање, затим помоћник министра народне одбране (до 1948), министар за пољопривреду Владе ФНРЈ и министар-председник Савета за пољопривреду и шумарство Владе ФНРЈ (1948—1953). Од 1953. године био је члан Савезног извршног већа (СИВ), затим потпредседник Одбора за привредну координацију СИВ-а (1958—1966). Године 1963. изабран је за потпредседника Савезне скупштине и председника Савезног већа Савезне скупштине (1963—1967), а 1971. године за председника Савезне скупштине СФРЈ.
На првим послератним скупштинским изборима, изабран је за посланика велике Антифашистичке скупштине народног ослобођења Србије, члана њеног Председништва и посланика Привремене народне скупштине ДФЈ. Од тада до 1967. године биран је за народног посланика Савезне скупштине свих сазива.
Био је члан Централног комитета Комунистичке партије Србије, односно Савеза комуниста Србије, од Оснивачког конгреса, маја 1945, до 1959. године. За члана ЦК КПЈ (СКЈ) биран је непрекидно од Шестог до Деветог конгреса. Од 1965. до јула 1966. године био је секретар ЦК СКЈ, а од октобра 1966. године секретар Извршног комитета ЦК СКЈ. На Деветом конгресу СКЈ, 1969. године, изабран је у Председништво и Извршни биро Председништва СКЈ. Био је члан Савета народне одбране, члан Извршног одбора Савезне конференције ССРНЈ и члан Савета федерације од његовог оснивања. Имао је чин резервног генерал-потпуковника ЈНА. Један је од оснивача Фудбалског клуба „Партизан”.
Преминуо је 3. марта 1999. године у Београду и сахрањен је у Алеји народних хероја на Новом гробљу у Београду.

## Одликовања
Носилац је Партизанске споменице 1941. и других југословенских одликовања, међу којима су — Орден југословенске велике звезде, Орден народног ослобођења, Орден партизанске звезде са златним венцем, Орден заслуга за народ са златном звездом, Орден братства и јединства са златним венцем и Орден за храброст. Од иностраних, одликован је 1972. године, Орденом Британског царства у рангу великог крста. Орденом народног хероја одликован је 5. јула 1952, док је Орденом јунака социјалистичког рада одликован 27. априла 1961. године.

## Дела
Бавио се публицистичким и теоријским радом из области економске теорије социјализма. Објавио је књиге:
- Ослобађање рада, 1965.
- Преображај Савеза комуниста Југославије, 1968.
- Ка заједници слободних произвођача, 1980.
- Политичко биће друштвене кризе, 1984. .

## Галерија
- Мијалко Тодоровић током обраћања народу у Босни, 1943. године
- Мијалко Тодоровић, први слева, са Кочом Поповићем и Крцуном Пенезићем на Сутјесци, 1958. године
- Мијалко Тодоровић са Николајем Чаушескуом, 1969. године
- Гроб Мијалка Тодоровића и његове супруге Милице у Алеји народних хероја на Новом гробљу у Београду
- Тодоровић је носилац највишег југословенског одликовања, Ордена југословенске велике звезде
- Орден народног хероја